# Свята гора (фільм)
«Свята гора» (ісп. La montaña sagrada) — кінофільм 1973 року режисера Алехандро Ходоровського, сюрреалістична фантастика з елементами психоделіки. Продюсером фільму виступив Ален Клейн, менеджер гурту «Бітлз», який був під враженням від іншого фільму Ходоровського — «Кріт».
Фільм вирізняє велика кількість сюрреалістично-психоделічних образів, алюзій, антиутопічність. У ньому йдеться про Злодія, який зустрічає Алхіміка та вирушає з ним і ще групою людей на пошуки Святої гори, щоб дізнатися таємницю безсмертя.

## Сюжет
На початку Алхімік голить голови двом жінкам. Інший чоловік, пізніше названий Злодієм, лежить посеред села в пустелі в жалюгідному стані. Натовп дітей підбирає його, але тільки для того, щоб розіп'ясти на хресті й закидати камінням. Лише безногий і безрукий карлик виявляє співчуття. Злодій зістрибує з хреста й несе карлика до міста.
У місті панує гротескний аморальний лад: шеренги солдатів носять розіп'яті оббіловані туші тварин, туристи з захватом фотографують щойно розстріляних людей. Натовп з цікавістю роздивляється мініатюру, що зображає завоювання ацтеків конкістадорами, показаними як жаби. Оскільки Злодій нагадує виглядом Ісуса Христа, місцеві жителі — черниця і троє римських воїнів, які пиячили біля туші, роблять відбиток його тіла й продають отримані розп'яття. Після суперечки зі священиком Злодій з'їдає обличчя своєї воскової скульптури та запускає її в небо з повітряними кульками. Незабаром після цього він помічає натовп, що зібрався навколо високої вежі. Він видирається на вежу, звідки в обмін на золото хтось дає їжу. Всередині Злодій виявляє різнобарвний тунель, у кінці якого сидить Алхімік і його мовчазна лиса служниця, розмальована релігійними символами. Вони борються, Алхімік перемагає та наказує Злодієві випорожнитися в скляну миску. Його екскременти Алхімік перетворює на золото. Злодій бере золото, проте викидає його в своє відображення у дзеркалі. Тоді Алхімік бере Злодія в учні.
Злодій знайомиться з сімома людьми, які надалі супроводжують його. Кожна особа відповідає одній з планет і ваді суспільства. Це: виробник косметики, який представляє Венеру, виробник зброї, який представляє Марс, торговець мистецтвом-мільйонер, який представляє Юпітер, виробник військових іграшок, який представляє Сатурн, політичний фінансовий радник, який представляє Уран, начальник поліції, який представляє Нептун, і архітектор, який представляє Плутон. Алхімік наказує їм спалити свої гроші, а також свої воскові зображення. Разом з Алхіміком, Злодієм і помічницею Алхіміка вони утворюють групу з десяти.
Алхімік проводить персонажів через різні ритуали, щоб отримати секрет безсмертя від дев'яти безсмертних майстрів, які живуть на Святій горі. Опинившись на острові Лотоса, вони відволікаються на бар «Пантеон», завсідники якого покинули пошуки Святої гори й натомість займаються наркотиками, мистецтвом або спортом. Покинувши бар, десятеро піднімаються на гору. Кожен бачить там свої найбільші страхи та нав'язливі ідеї: канібалів, павуків, диких звірів.
Наближаючись до вершини, Злодій відмовляється від подорожі та повертається до народу, що раніше розпинав його, разом із молодою повією та мавпою, які слідували за ним із міста на гору. Решта зустрічаються з безсмертними, які сидять за столом і виявляються лише манекенами. Алхімік каже, що вони не знайшли безсмертя, проте знайшли реальність. Але потім він додає, що це не реальність, а фільм. Камера віддаляється, показуючи знімальну групу. Алхімік наказує всім, включно з глядачами фільму, покинути Святу гору: «Прощавай, Свята гора. На нас чекає справжнє життя».

## У ролях
- Алехандро Ходоровський, як Алхімік
- Гораціо Салінас, як Злодій (Дурень/ Христос)
- Рамона Сондерс, як жінка
- Хуан Феррара, як Фон
- Адріана Сторінка, як Ісла
- Берт Кляйнер, як Клен
- Валері Ходоровський, як Сел
- Нікі Ніколс, як Берг
- Річард Рутовський, як Аксон
- Луїс Ломель, як Лут
- Ана де Сад, як повія
- Давид Сільва, як Отець Фон
- Базіліо Гонсалес, як каліка
- Лупіта Перуєро, як дружина Берга
- Ектор Ортега, як майстер наркотиків
- Конні-де-ла-Мора, як лиса жінка
- Летиція Роблес, як лиса жінка
- Бланка Санчес, як жінка з дзеркалом

## Сприйняття
На агрегаторі кінорецензій Rotten Tomatoes фільм «Свята гора» отримав 84 % схвальних рецензій критиків. Також 88 % пересічних глядачів оцінили його позитивно. На IMDb середня оцінка складає 7,8 з 10.
Метт Золлер Зейтц у «The New York Times» писав: «Фільм пана Ходоровського став скандальним, коли він вийшов на екрани, — це приголомшлива, бурхлива, часто незв'язна сатира на споживацтво, мілітаризм та експлуатацію Заходом культур третього світу. Він розгортається як галюциногенний сон…». Фільм водночас критичний щодо себе, тому й «завершується постмодерністською кульмінаційною лінією, яка свідчить про те, що фільми теж є наркотиками, і революція не може відбутися, доки ми не відмовимося від своїх звичок».
Пітер Бредшоу в газеті «The Guardian» дав характеристику, що на відміну від «Ель Топо» («Кріт»), «Свята гора» — фільм більш політичний і сатиричний. Там присутні ключові тропи Ходоровського: абсурдизм, гедонізм, містика Таро. Це «надзвичайно дивний фільм», у якому є сцени, які міцно лишаються в пам'яті. На думку критика, «Деякі хитрощі виглядають дещо застарілими, але це ключова робота великого шоумена-провокатора кінематографа, який бореться з конформізмом і тупістю».
Патрік Неш у «Hollywood Insider» пояснював сенс фільму так: європейці, принісши до Америки християнство, насаджували свої цінності, вважаючи себе рятівниками, і не переймалося, що корінне населення вже має свою культуру; в фільмі Ходоровського Злодій, в якому можна впізнати Христа, постає рятівником Америки, який противиться тому, що його культ насаджений, а не прийнятий вільно. Люди сліпо захоплюються ним, але Злодій хоче бути справжнім рятівником, якого розуміють. Тому подальша подорож на Святу гору — це спроба Злодія перетворитися на просвітленого рятівника, яким він бажає бути. Персонажі-символи інших планет демонструють приклади того, що може статися, якщо Злодій зазнає невдачі, і кожен показує жахи сучасного людства. Ходоровський через свого персонажа Алхіміка зображає, що будь-яка впливова особа може схибити на своєму шляху до просвітлення. Бажання поклонятися тим, хто вище нас, якщо воно не відповідає внутрішнім цінностям, затьмарює розсудливість і зумовлює повторення дій кумира без розуміння їхнього сенсу. Результатом стає жахливе видовище, показане Ходоровським у місті.

## Факти
- Фільм був створений на гроші Джона Леннона, який виділив 1 000 000 доларів (згодом урізано до 750 000 доларів) на зйомки.
- Під час знімального процесу Ходоровский змушував акторів спати по 4 години на добу і займатися медитацією. Також всі актори під час зйомок вживали ЛСД і галюциногенні гриби.
- Через розбіжності з продюсером Алленом Клайном фільм довгий час був заборонений до показу.